# Rue Jean-Oberlé
La rue Jean-Oberlé est une voie située dans le quartier du Pont-de-Flandre du 19e arrondissement de Paris.

## Origine du nom
Elle porte le nom du journaliste, illustrateur, peintre et portraitiste Jean Oberlé (1900-1961), qui fut également résistant durant la Seconde Guerre mondiale.

## Historique
La voie est créée sous le nom provisoire de « voie DL/19 » et prend sa dénomination actuelle par un arrêté municipal du 12 décembre 2000. 